# Jean Frédéric Ostervald
Jean[-]Frédéric Ostervald (auch Johann Friedrich Osterwald; * 25. November 1663 in Neuenburg; † 14. April 1747 in Neuenburg) war ein reformierter Theologe aus Neuenburg.

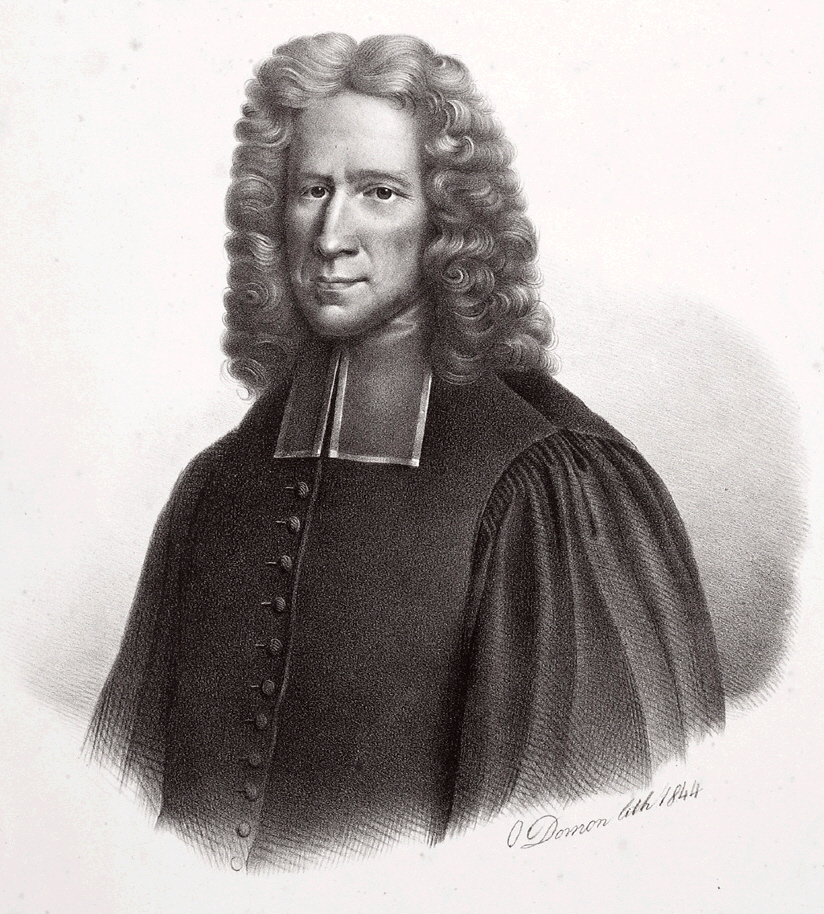
Ostervald

Nach einer Grundausbildung in Zürich und einem ersten akademischen Abschluss in Saumur studierte Ostervald Theologie in Orléans bei Claude Pajon (1626–1685), in Paris bei Jean Claude und in Genf bei Louis Tronchin (1629–1705). 1683 wurde er in seiner Heimatstadt zum Pfarrer ordiniert. Er gewann zu Lebzeiten einen grossen Einfluss als Prediger, Seelsorger, Lehrer und Autor. Zusammen mit Jean-Alphonse Turrettini und Samuel Werenfels bildete er das sogenannte «theologische Triumvirat der Schweiz», das im Gegensatz zum strengen Calvinismus Gedanken der Aufklärung und des Pietismus vorbereitete. Theologisch zeigte er eine gewisse Neigung zum Sozinianismus und zum Arminianismus.
Unter seinen zahlreichen Werken wurde vor allem seine Revision der Bibelübersetzung von Pierre-Robert Olivétan bekannt. 

## Übrige Werke (in Auswahl)
- Traité des sources de la corruption qui règne aujourd’hui parmi les Chrétiens (1700)
- Catéchisme ou instruction dans la religion chrétienne (1702)
- Traité contre l’impureté (1707)
- Sermons sur divers textes (1722–1724)
- Theologiae compendium (1739)